# Alexei Petrowitsch Rastworzew
Alexei Petrowitsch Rastworzew (russisch Алексей Петрович Растворцев; * 8. August 1978 in Belgorod, Russische SFSR, Sowjetunion) ist ein ehemaliger russischer Handballspieler. Er ist 2,00 m groß.
Alexei Rastworzew, der für den russischen Club Medwedi Tschechow und den mazedonischen Club RK Vardar Skopje (Rückennummer 25) spielte und für die russische Handballnationalmannschaft (Rückennummer 15) auflief, wurde meist auf Rückraum links eingesetzt.

## Karriere

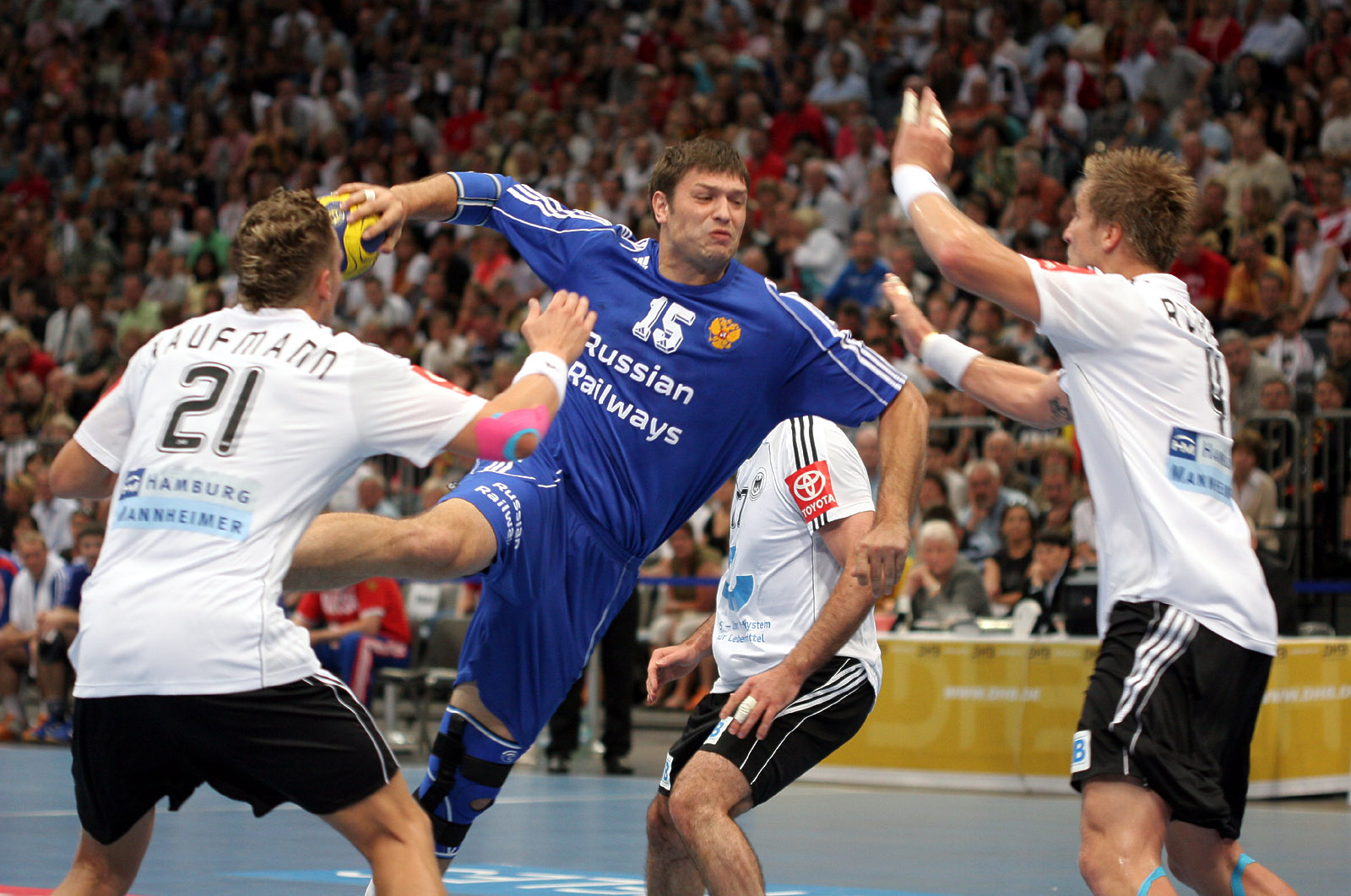
Alexei Petrowitsch Rastworzew in einem Länderspiel gegen Deutschland

Rastworzew begann in der Kinder- und Jugendsportschule und 1989 im örtlichen Handballklub in Belgorod mit dem Handballspiel. 1995 begann er bei Energija Woronesch und wechselte dann 2003 zu Medwedi Tschechow. Mit den Männern aus der 150.000-Einwohner-Stadt in der Oblast Moskau gewann er von 2004 bis 2013 zehnmal die russische Meisterschaft sowie 2005/2006 den Europapokal der Pokalsieger. Trotz wiederholten Interesses europäischer Topclubs blieb er bei Medwedi Tschechow. Erst als Medwedi im Sommer 2013 in finanzielle Schwierigkeiten geriet und seine Stars ziehen ließ, schloss er sich dem aufstrebenden mazedonischen Team RK Vardar Skopje an. Mit Vardar gewann er 2014 und 2015 den Pokal sowie 2014 die SEHA-Liga. Allerdings verpasste er einen Großteil der Saison aufgrund einer Verletzung. In der Saison 2015/16 lief er für den serbischen Verein RK Vojvodina auf, mit dem er die Meisterschaft gewann. Anschließend beendete er seine Karriere.
Alexei Rastworzew hat über 250 Länderspiele für die russische Nationalmannschaft bestritten und dabei über 890 Tore geworfen. 2003 war er Torschützenkönig der Nationalmannschaft. Mit ihr holte er bei den Olympischen Spielen 2004 die Bronzemedaille und belegte bei den Olympischen Spielen 2008 den sechsten Platz. Er nahm auch an den Weltmeisterschaften 2007 in Deutschland (Viertelfinale), 2009 in Kroatien (Vorrunde) und 2013 in Spanien (Viertelfinale) teil. Daneben war er bei den Europameisterschaften 2006 bis 2012 Mitglied der Mannschaft.
Rastworzew absolvierte ein Studium an der Sporthochschule in Woronesch. Er ist verheiratet und hat ein Kind.